# St. Simon und Judas Thaddäus (Gollenshausen am Chiemsee)

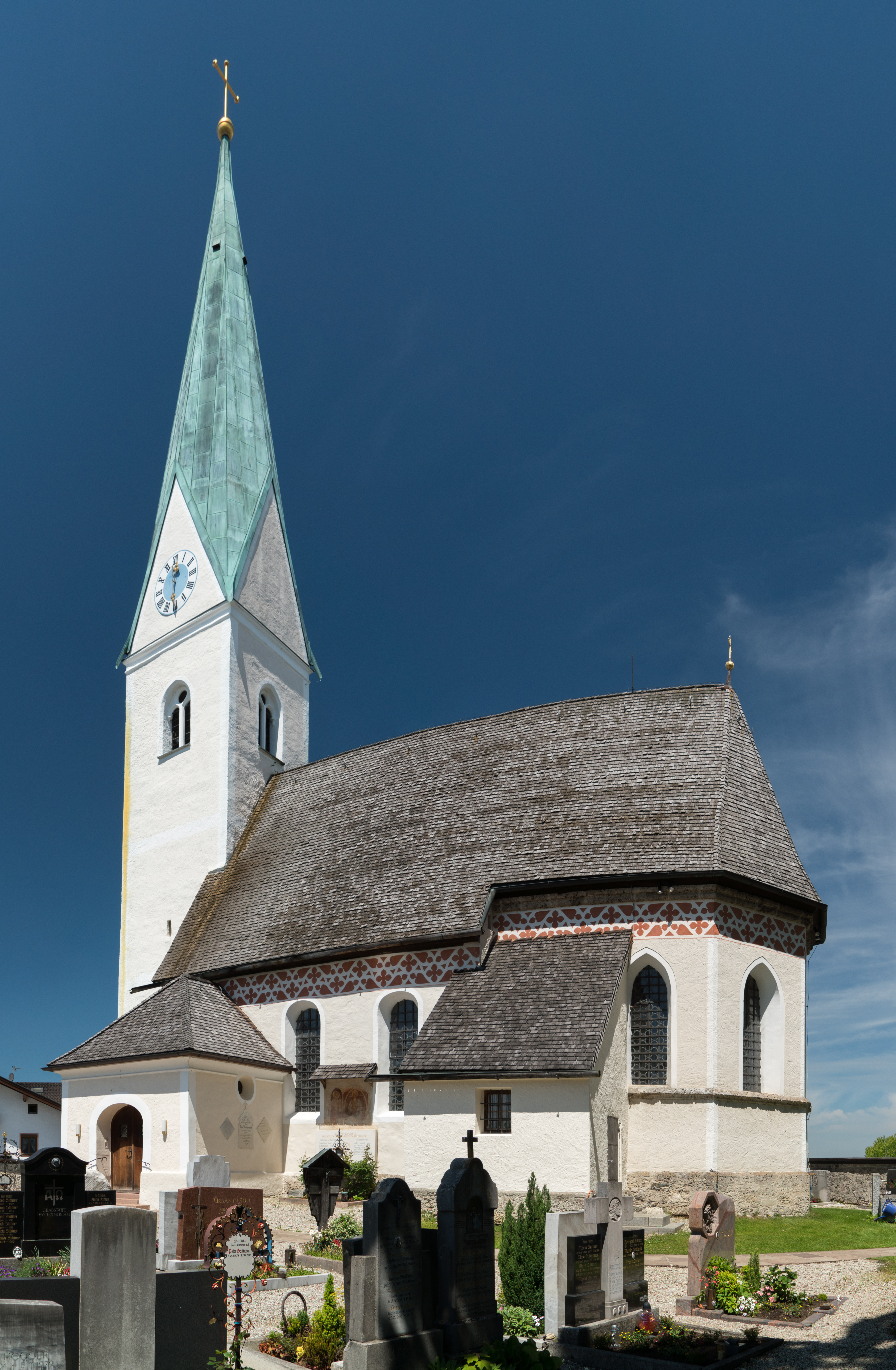
St. Simon und Judas Thaddäus in Gollenshausen am Chiemsee

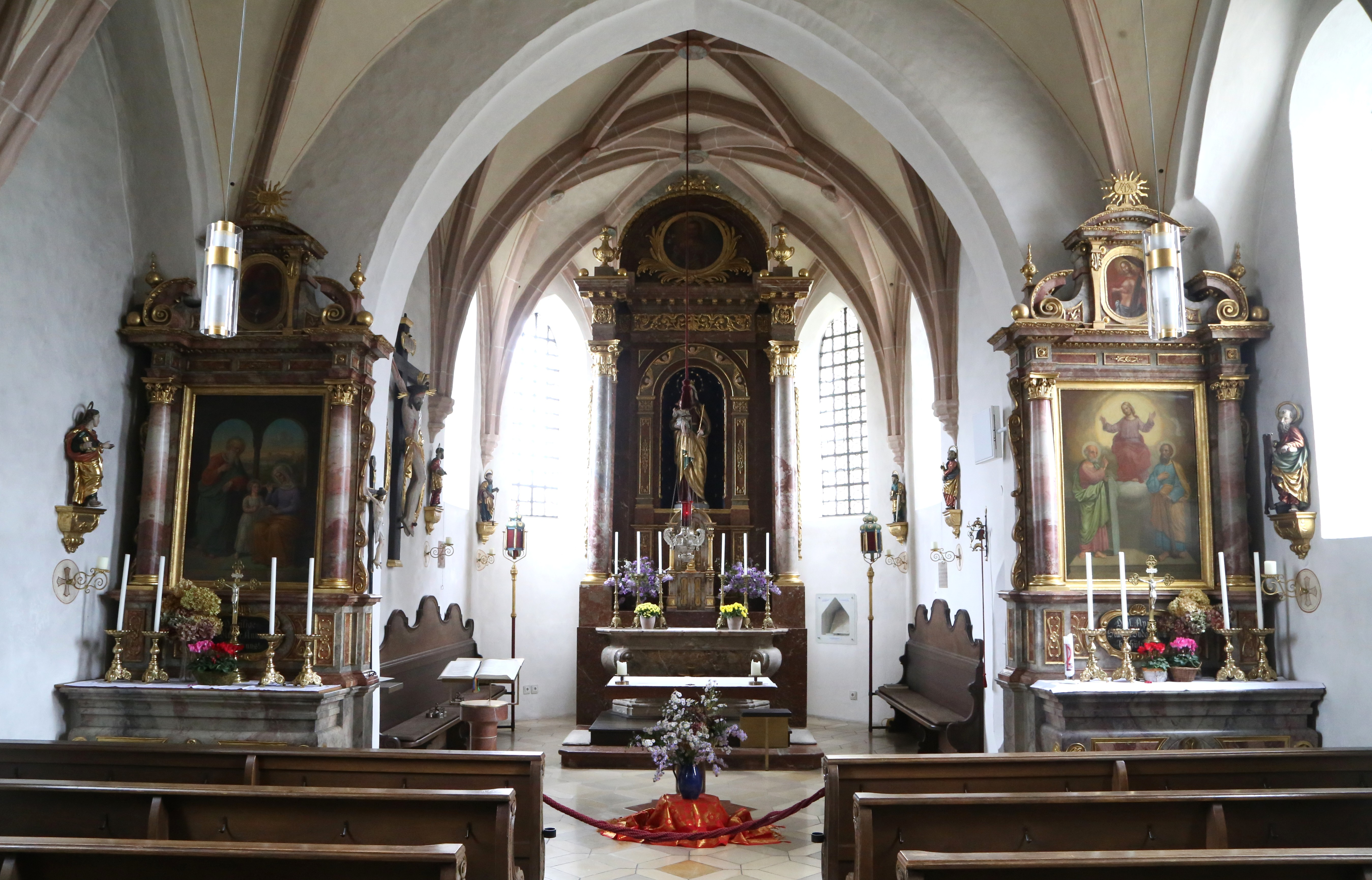
Innenraum

Die römisch-katholische Pfarrkirche St. Simon und Judas Thaddäus steht in Gollenshausen am Chiemsee, einem Gemeindeteil von Gstadt am Chiemsee im oberbayerischen Landkreis Rosenheim. Das Bauwerk ist in der Liste der Baudenkmäler in Gstadt am Chiemsee als Baudenkmal unter der Nr. D-1-87-138-12 eingetragen. Die Kirche gehört zum Pfarrverband Selige Irmengard im Dekanat Rosenheim des Erzbistums München und Freising.

## Beschreibung
Die spätgotische Saalkirche wurde in der ersten Hälfte des 15. Jahrhunderts erbaut. Sie besteht aus dem dreijochigen Langhaus mit vom Vorgängerbau stammenden Wänden, dem eingezogenen Chor mit Fünfachtelschluss im Osten, der in der zweiten Hälfte des 15. Jahrhunderts an der Südwand des Chors angefügten Sakristei, einem Vorzeichen an der Südwand des Langhauses und dem Kirchturm im Westen. Das oberste Turmgeschoss enthält den Glockenstuhl. Zwischen den Dreiecksgiebeln mit den Zifferblättern der Turmuhr erhebt sich seit 1830 ein spitzer Helm.
Der Innenraum des Langhauses ist mit einem Netzgewölbe über Konsolen überspannt. Der Entwurf des 1792 geschaffenen Hochaltars aus Stuckmarmor wird Wolfgang Hagenauer zugeschrieben. Die Altarretabel der Seitenaltäre hat 1859 Alois Dirnberger nazarenisch bemalt. Die Orgel wurde 1877 von den Gebrüdern Frosch gebaut.